# 최경진
최경진(崔慶進, 1908년(?) ~ ? ,창씨명：江東慶進에토 게이신)은 일제 강점기 조선총독부의 경찰 관료이자, 대한민국의 공무원, 변호사였다. 미 군정기 때 경무부 수사국장, 경무부 부국장 등을 역임했고, 정부수립 이후에도 경찰관으로 활동했으며 6.25 전쟁 중 납북되었다. 또한 변호사 시험에도 합격하고 변호사로 개업하여 활동하였다. 함경남도 함흥부 출신.

## 생애

### 초기 활동
1908년에 태어났으며 함경남도 함흥부 산수정 2정목 출생이며 최명선(崔明善)의 차남으로 태어났다. 정확한 생일은 기록이 전하지 않는다. 일설에는 1907년 출생 설이 있다. 후에 경성부로 올라와 고등학교를 다녔으 며 이후 경성부 종로방 가회동 2통 3반에 정착하여 거주했다. 함흥상업하교·부산상업학교（３년편입）에서 경성고등상업학교를 거쳐 일본 규슈 제국대학 법문학부 법학과에 유학 중이던 1934년 9월 15일 조선총독부 고등문관시험 행정과 및 사법과에 같은 해에 합격하였다. 또한 법학사(法學士) 시험에도 합격하였다.
귀국하여 1935년 함경남도청 내무국 지방과속으로 근무했다. 그해 덕원군청 내무과속으로 발령받았다가 다시 함경남도청 내무국 지방과속으로 재발령받았다.
이후 함경남도 경부(警部), 평안남도 강동군수, 평안남도 경시(警視)/경찰부 보안과장, 조선총독부 사무관(학무국동성과, 學務局錬成課) 등 경찰 공무원을 역임하였다. 광복 당시 경찰 최고위직인 경시에 올라 있던 조선인 8명 중 한 명이었다.
1936년 함경남도 내무국 지방과속에서 함경남도 도속(道屬), 함경남도 경찰부 경무과 경부, 1937년 다시 내무국 지방과속, 다시 함경남도 경찰부 경무과 경부로 근무했다. 1938년 6월 24일 함경남도 강동군수로 발령받았다. 1941년 평안남도 경찰부 도경시, 보안과장, 도 사무관을 역임했다.
해방 후 용산구 후암동 254-26번지에 집을 마련했다가 다시 종로구 가회동 2통 3반으로 이사했다.

### 광복 이후
미군정기 경무국 보안과장을 거쳐 수사국장직에 올랐으며, 1946년 1월 4일 경무부 차장이 됐다. 군정청과의 갈등으로 1947년 11월 7일 경무부 차장 직에서 물러났다. 그러나 대한민국 건국 후에도 다시 경찰로 등용되어 경찰국장 대리, 경무부 차장을 역임하였다. 또한 변호사 시험에도 합격하여 1948년 2월 5일 종로구 삼각동에 개인 변호사로 개업하여 활동하였다. 임영신 사건, 국회 프락치 사건 등의 변호사로 활동했다. 6.25 전쟁 중인 1950년 7월 3일 서울 종로에 있다가 조선인민군에 납치 끌려갔다. 이후의 행적은 알려진 것이 없다.
휴전 후 다시 서울로 올라온 그의 가족들은 가회동 30-1번지로 이사해서 한동안 살았다 한다. 2002년 민족정기를 세우는 국회의원모임이 선정한 친일파 708인 명단과 2008년 민족문제연구소에서 친일인명사전에 수록하기 위해 정리한 친일인명사전 수록예정자 명단에 모두 수록되었다.

## 참고 자료
- 최경진(崔慶進) - 국사편찬위원회
- 일제침략하 36년사 (국사편찬위원회)[깨진 링크(과거 내용 찾기)]
- 반민족문제연구소 (1994년 3월 1일). 〈최경진 - 고문 출신의 엘리트 친일경찰 (안소영)〉. 《청산하지 못한 역사 3》. 서울: 청년사. ISBN 978-89-7278-314-5.